# Tricentrogyna opulentaria
Tricentrogyna opulentaria là một loài bướm đêm trong họ Geometridae.